# Xã Sodville, Quận Ford, Kansas
Xã Sodville (tiếng Anh: Sodville Township) là một xã thuộc quận Ford, tiểu bang Kansas, Hoa Kỳ. Năm 2010, dân số của xã này là 109 người.